# Olibrus socotranus
Olibrus socotranus is een keversoort uit de familie glanzende bloemkevers (Phalacridae). De wetenschappelijke naam van de soort werd in 2012 gepubliceerd door Gimmel.

## Entymolgie
De soort is genoemd naar het eiland Socotra.

## Voorkomen
De soort komt voor in Jemen, op Socotra.